# Krzyż św. Benedykta

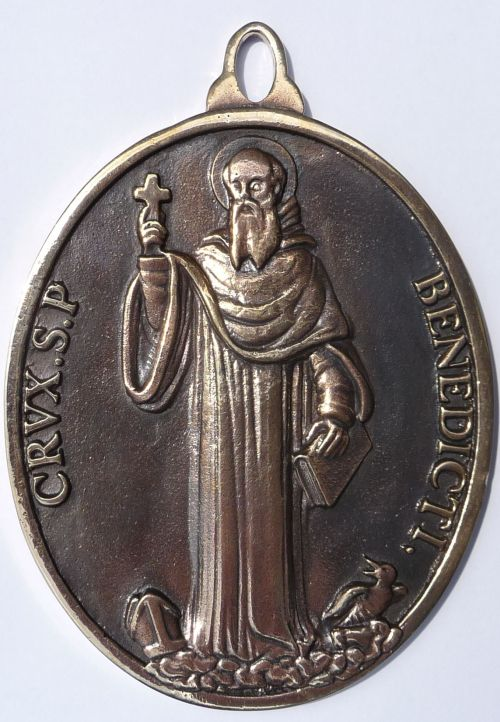
Krzyż św. Benedykta - pierwsza strona medalika

Krzyż św. Benedykta – katolickie Sakramentalia zawierające symbole i napisy związane z życiem św. Benedykta z Nursji (na awersie), oraz Krzyż z pierwszymi literami wyrazów z modlitwy egzorcyzmu.
Używany jest zazwyczaj w formie małego medalika, przeznaczonego głównie do noszenia na szyi, ale czasami też spotyka się większe medale i medaliony, wieszane na ścianach bądź umieszczane w różnych miejscach jako przedmiot kultu religijnego, może też stanowić element składowy różańca.
Jest w użyciu co najmniej od XVII wieku. Ma nieść za sobą liczne łaski i błogosławieństwa, w tym oddalać duchowe i fizyczne niebezpieczeństwa, szczególnie te związane z czarami, otruciem i kuszeniem przez szatana. 

## Historia i pochodzenie
Według niektórych tradycji medalik ów ma pochodzić z czasów, w których żył św. Benedykt. Generalnie jednak znany stał się w XI w. dzięki cudownemu uzdrowieniu, jakiego miał doznać młody człowiek ukąszony przez węża. Żadne leki nie odniosły skutku i chory był już w agonii. Wtedy we śnie ujrzał starca, w którym rozpoznał św. Benedykta. Święty dotknął jego rany krzyżem, który trzymał w ręce i choroba miała zniknąć bez śladu. Wkrótce człowiek ten został mnichem, a niedługo potem wstąpił na tron papieski jako Leon IX. Krzewił kult św. Benedykta. Sam został też kanonizowany.
W XVII w. w Bawarii kilka kobiet zostało uwięzionych za zajmowanie się czarami w celu szkodzenia mieszkańcom Nattrembergii. Podczas procesu powiedziały, że ich magiczne działania przeciw klasztorowi Metten były zupełnie bezskuteczne, gdyż na murach klasztoru mnisi umieścili medal św. Benedykta. W wyniku ich procesu wzrósł więc kult medalika, na którym przedstawiony jest św. Benedykt z krzyżem w ręce.

## Wygląd medalionu (medalika)

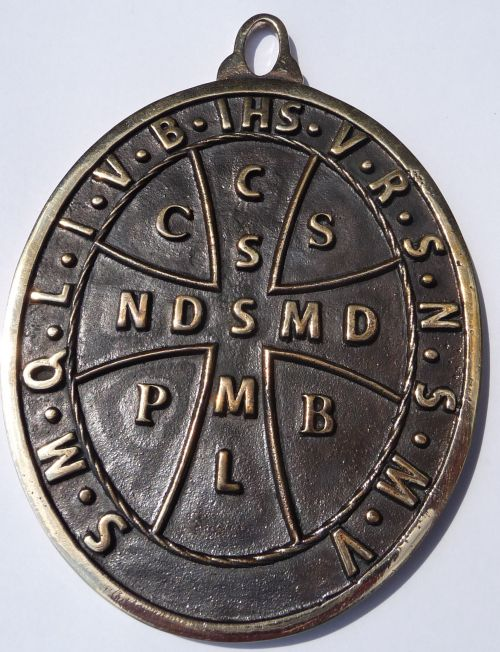
Rewers klasycznego medalika

Wygląd medalika został określony w breve papieskim z 1742 roku.
Awers medalionu wedle papieskiego breve zawiera wizerunek św. Benedykta.
- Mnich ubrany jest w strój zakonny z kapturem.
- Zakonnik trzyma w prawej ręce krzyż, a w lewej ręce – księgę, regułę zakonu.
- Na medaliku umieszczony jest także napis o treści Crux Sancti Patris Benedicti (Krzyż świętego Ojca Benedykta).
- U nóg świętego znajduje się kruk oraz mitra, symbol władzy opata.

Rewers medalionu zawiera:
- Umiejscowiony po jego środku krzyż oraz litery: CSPB – umiejscowione na czterech polach wyznaczonych przez ramiona krzyża. Litery stanowią skrót od słów Crux Sancti Patris Benedicti (Krzyż Świętego Ojca Benedykta).
- Nad krzyżem znajduje się monogram Jezusa IHS (gr. IHΣΟΥΣ) bądź krzyżyk.
- Na belce pionowej krzyża widnieją litery: CSSML oznaczające: Crux Sacra Sit Mihi Lux (Krzyż święty niech mi będzie światłem), zaś na belce poprzecznej znajdują się litery: NDSMD oznaczające: Non Draco Sit Mihi Dux (Diabeł - dosłownie: smok - niech nie będzie mi przewodnikiem).
- Na obrzeżu medalionu od strony rewersu znajdują się na prawo litery VRSNSMV – SMQLIVB, skrót ten oznacza: Vade Retro Satana, Numquam Suade Mihi Vana – Sunt Mala Quae Libas, Ipse Venena Bibas (Idź precz szatanie, nie kuś mnie do próżności - Złe jest to co podsuwasz, sam pij trucizny).

## Nowy wzór medalika

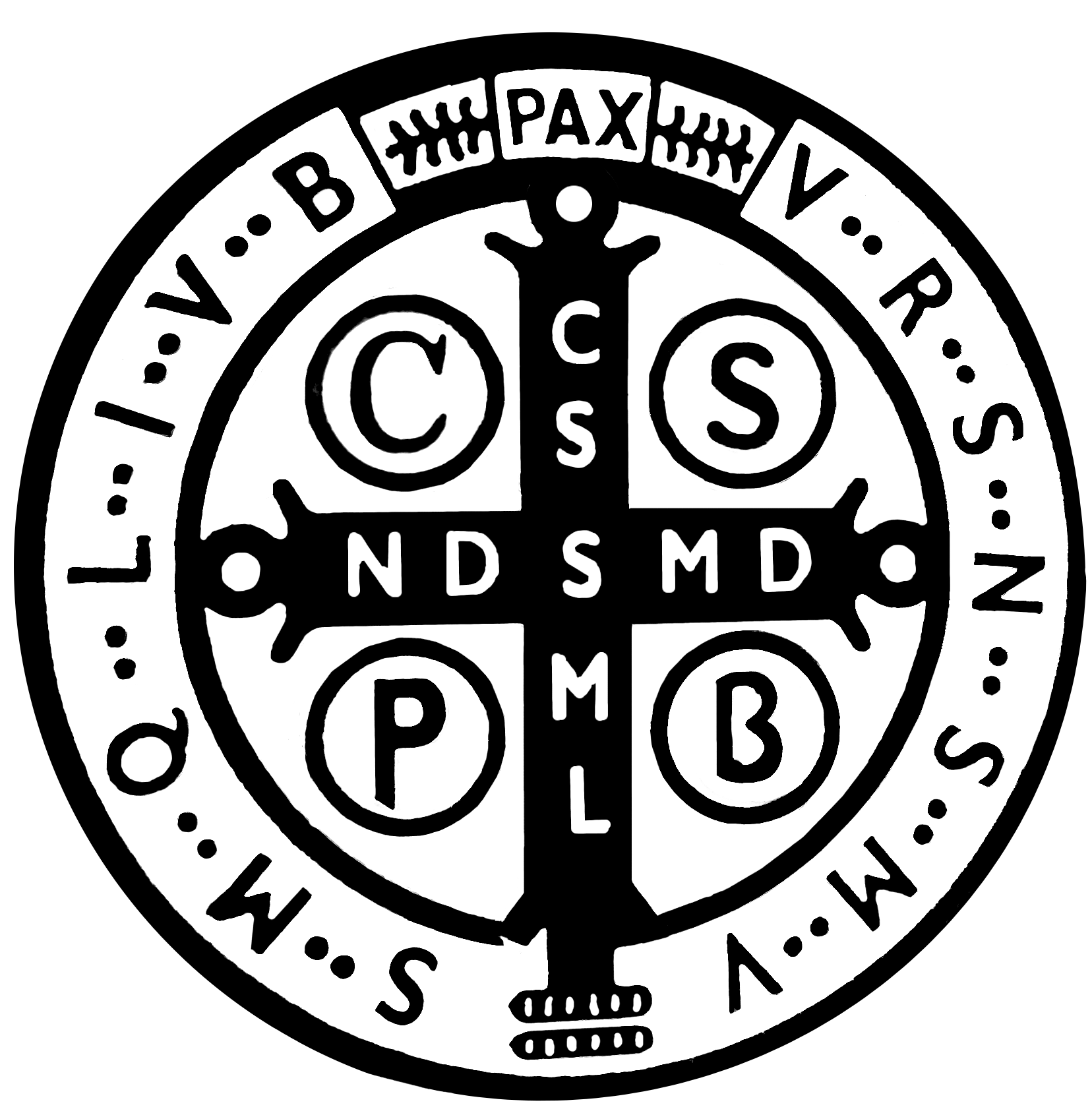
Rewers nowego wzoru medalika

Został wprowadzony w 1880 roku w 1400 rocznicę urodzin świętego. W medaliku dokonano zmian zarówno na rewersie jak i na awersie medalika. Obecnie ten wzór jest najpopularniejszy. Zastosowane zmiany graficzne i merytoryczne spotykają się jednak czasem z krytyką i wątpliwościami.
Na awersie wprowadzono pod krzyżem kielich z wypełzającym z niego wężem, a pod księgą kruka kroczącego obok bochenka chleba. Zarówno kruk jak i kielich z wężem wedle obrońców nowego wzoru medalika symbolizują motywy z życia św. Benedykta. Za Benedyktem znajdujemy coś na kształt ołtarza.
Na obrzeżu medalionu widnieje napis Eius in obitu nostro praesentia muniamur (Niech Jego obecność broni nas w chwili śmierci).
Rewers medalionu został przepracowany graficznie, zachowując wszystkie dotychczasowe symbole. Zmieniono jedynie monogram IHS na słowo PAX.

## Różnica międzyIHS,PAXi krzyżykiem (+)
Pierwotnie na rewersie tradycyjnego, klasycznego medalika umieszczano IHS bądź krzyżyk (+).
Dopiero w nowym wzorze medalika, wprowadzonym w 1880 roku, po raz pierwszy zamiast monogramu IHS znalazło się słowo PAX, czyli dewiza zakonu benedyktyńskiego. Obecnie w tym nowym wzorze, który się spopularyzował, zawsze stosuje się napis PAX.
Niemniej jednak w tym tekście błogosławieństwa nie znajdujemy takiego odwołania do imienia Jezusa, które sugerowałoby, że miałoby się ono z konieczności znaleźć na medaliku.